# Germ (raper)
Germ, właśc. Jerry Antoine (ur. 19 czerwca 1991 w Columbii) – amerykański raper i autor tekstów pochodzenia haitańskiego z Atlanty. Podpisał kontrakt z G*59 Records. Był również członkiem kolektywu Buffet Boys. Najbardziej jest znany ze współpracy z grupą $uicideboy$ oraz raperami Pouyą, Lil Uzi Vertem i Lil Gnarem.

## Wczesne życie
Germ dorastał słuchając takich artystów jak Lil Wayne, Future i Gucci Mane. W szkole średniej zainteresował się muzyką Three 6 Mafia. Od 15 roku życia jest zapalonym fanem skateboardingu. Jego pseudonim powstał podczas tworzenia graffiti. W 2015 roku wydał swoją pierwszą taśmę instrumentalną zatytułowaną „F * ck the Rap Game”.

## Kariera
W 2013 r. Germ nagrał freestyle i opublikował go w serwisie Vine. Film przykuł uwagę rapera Fat Nick, co doprowadziło, że Antoine dołączył do kolektywu Buffet Boys i dzięki pomocy Fat Nicka i rapera Pouya wydał w 2014 r. debiutancką piosenkę „Drop Em Off”. Kolejne lata kariery spędził występując gościnne w różnych piosenkach takich artystów jak $uicideboy$, Lil Uzi Vert czy Pouya. W 2016 r. podpisał kontrakt z wytwórnią G*59 Records i wydał wspólnie z $uicideboy$ EP; DIRTYNASTY$UICIDE. Ich wspólna piosenka „Slip On A Banana Clip” została odsłuchana ponad 14 milionów razy w serwisach streamigowych. 21 lutego 2017 r. ukazała się kolejna część EPki; DIRTIERNASTIER$UICIDE. 1 kwietnia 2017 r. wydał swój debiutancki mixtape Badshit (Bootleg). W latach 2018–2020 Germ i Lil Gnar wydali dwie wspólne EPki zatytułowane Big Bad Gnar Shit oraz Big Bad Gnar Shit 2. 8 marca 2019 r. Antoine wydał kolejny mixtape, Germ Has a Deathwish. 31 lipca 2020 r. Germ opublikował kolejny projekt zatytułowany The Hijinx Tape. Po 2 letniej przerwie od wydawania muzyki Germ powrócił 1 lipca 2022 r. z EPką Cold Summer. 2 grudnia wraz z $uicideboy$ wydał singel „My Swisher Sweet, But My Sig Sauer”. Piosenka była głównym i jedynym singlem z EP DirtiestNastiest$uicide. Utwór uplasował się na 15. miejscu listy przebojów w Nowej Zelandii oraz 14. miejscu na liście Billboard Bubbling Hot 100. 16 grudnia ukazała się EPka DirtiestNastiest$uicide. Krążek zadebiutował na 1. miejscu światowych premier w serwisie Spotify. EP uplasowała się na 94. miejscu w Kanadzie i 30 w Finlandii oraz 33 w Nowej Zelandii. Na liście Billboard 200 projekt osiągnął 54. miejsce. EPka była debiutem Germa na liście Billboard 200. Od 6 marca 2023 r. do 26 marca 2023 r. odbędzie się europejska trasa koncertowa Grey Day Tour. W trasie wezmą udział $uicideboy$ oraz Germ i inni artyści, tacy jak Ski Mask the Slump God, Shakewell i Chetta. 28 marca odbędzie się koncert w Warszawie.

## Życie prywatne
Germ oprócz muzyki zajmuje się skateboardingiem. Antoine był jednym z najpopularniejszym skaterów w Atlancie. Raper spotykał się z Mariam Abdulrab. W sierpniu 2021 r. był świadkiem porwania własnej partnerki. 13 sierpnia Abdulrab została znaleziona martwa. Po sekcji zwłok okazało się, że została postrzelona i zamordowana.

## Dyskografia

### Mixtape
- Badshit (Bootleg) (2017)
- Germ Has a Deathwish (2019)
- The Hijinx Tape (2020)

### EP
- Bad Shit (2016)
- DIRTYNASTY$UICIDE (wraz z $uicideboy$) (2016)
- Pouya X Germ X Shakewell EP (wraz z Pouya, Shakewell) (2016)
- DIRTIERNASTIER$UICIDE (wraz z $uicideboy$) (2017)
- Big Bad Gnar Shit (wraz z Lil Gnar) (2018)
- Big Bad Gnar Shit 2 (wraz z Lil Gnar) (2020)
- Cold Summer (2022)
- DIRTIESTNASTIEST$UICIDE (wraz z $uicideboy$) (2022)